# Qâlat daqqa
Qâlat daqqa, Gâlat dagga oder auch tunesisches Fünfwürz ist eine Gewürzmischung aus Tunesien. Sie wird aber auch in anderen Nordafrikanischen Ländern verwendet, vor allem aber in Marokko. Man verwendet es hauptsächlich zum Schärfen von Eintöpfen.

## Zusammensetzung
Qâlat daqqa besteht traditionell aus Paradieskörnern, schwarzen Pfefferkörnern, Nelken, Zimt und Muskatnuss. Die Zutaten werden zu einem feinen Pulver zermahlen und dann gemischt.

## Verwendung
Qâlat daqqa wird zum Schärfen von Speisen verwendet, vornehmlich betrifft das Eintöpfe und ist eine wichtige Zutat im Lamm-Tajine. Fleisch wird mit der Gewürzmischung vor dem Braten trocken eingerieben oder mariniert.
In vegetarischen Gerichten, besonders auf der Basis von Auberginen und Kürbissen, sorgt die Mischung für ein warmes Aroma.